# Don Bosco (film 1935)
Don Bosco è un film del 1935 diretto da Goffredo Alessandrini.

## Trama
Appartenente ad una famiglia contadina di una frazione collinare del Monferrato, Giovannino Bosco, grazie all'interessamento del cappellano don Calosso viene avviato agli studi ginnasiali, ed in seguito seminariali, a Chieri, dove stringe amicizia in particolare con Luigi Comollo, la cui dipartita lo segnerà profondamente.
Ordinato sacerdote nel 1841, don Bosco frequenta le carceri, e si interessa dei ragazzi disagiati, con i quali fonda il suo primo oratorio, che lo porterà a diverse contrapposizioni con il vicinato e le autorità locali, per l'irruenza dei suoi ragazzi. In esso chiamerà in aiuto la madre Margherita.
Seguono l'avvio delle scuole professionali ed agricole, e, nel 1859, la fondazione dei Salesiani, coadiuvato da 22 compagni, fra i quali il compaesano Giovanni Cagliero. Dopo aver dato l'avvio nel 1872 alla controparte femminile dell'ordine, le Figlie di Maria Ausiliatrice, don Bosco inizia ad organizzare l'attività missionaria, che porterà ad un'espansione dei Salesiani in tutto il mondo.
Affidata la propria successione a Michele Rua, Giovanni Bosco si spegne nel 1888 a Valdocco. Nel 1934 Papa Pio XI eleva il sacerdote piemontese all'onore degli altari.

## Restauro
Il film è stato restaurato a partire dal negativo conservato nel Fondo Salesiani depositato nel 2016 ad Ivrea. L’opera restaurata è stata presentata nel 2021 all'interno della 39ª edizione del Torino Film Festival.